# Đenđinovići
Đenđinovići (en serbe cyrillique : Ђенђиновићи) est un village du sud du Monténégro, dans la municipalité de Bar.

## Démographie

### Évolution historique de la population
| 1948 | 1953 | 1961 | 1971 | 1981 | 1991 | 2003 |
| ---- | ---- | ---- | ---- | ---- | ---- | ---- |
| 55   | 57   | 78   | 32   | 140  | 151  | 268  |